# Club Esportiu Lleida Basquetbol
El Lleida Basquetbol fou un equip de bàsquet de la ciutat de Lleida. Va ser fundat el 1997. El 2012 va desaparèixer per motius econòmics. El seu substitut com a equip representant de la ciutat de Lleida és el Força Lleida Club Esportiu.

## Història

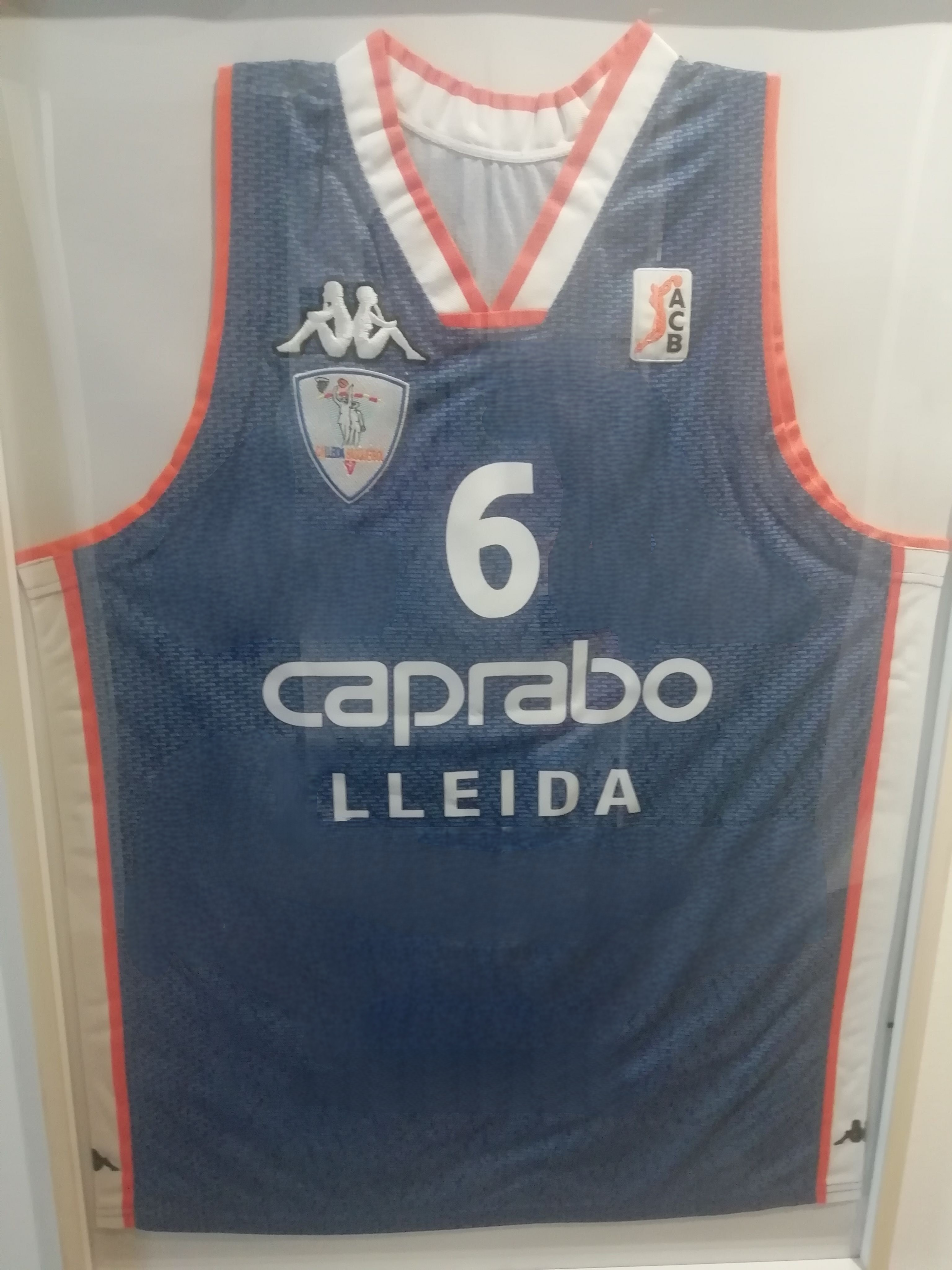
Samarreta de l'equip Caprabo Lleida.

Va ser fundat l'any 1997 amb el nom de Club Esportiu Lleida Basquetbol aprofitant l'estructura del Club Esportiu Maristes de Lleida, comença la seva aventura al món del basquet l'any 1997 en la Lliga EBA al Pavelló Onze de Setembre, on amb el nom d'Oli Baró de Maials Lleida, aconsegueix la permanència les dues primeres temporades.

### Lliga LEB
Durant l'any 1998 s'adquireix una plaça a lliga LEB-1 amb el nom de Caprabo Lleida. L'equip queda campió de la Lliga LEB el 2001 en guanyar a la final al CB Granada.
Davant de les problemàtiques en la remodelació del Pavelló Onze de Setembre sols en disposava de 1.000 places, insuficients per als requisits de l'ACB l'ajuntament decideix construir, amb un temps record de 3 mesos, el Pavelló Barris Nord per a 5.000 persones.

### Ascens a ACB i Aventura per Europa
Amb l'ascens a ACB queda eliminat la temporada 2001-2002 durant el play-off pel títol an quarts de final pel FC Barcelona.
La temporada 2002-2003, l'equip fa efectiva la seva conversió en societat anònima Deportiva (SAD). L'equip juga, a més, la copa FIBA, en la qual arriba fins a quarts de final de la competició, essent eliminats pel Novo Mesto. Aquella temporada es retira amb 35 anys Manel Bosch. La temporada 2003-2004 participa per segona vegada a la ULEB Cup, però la mala temporada següent el fa descendir a la lliga LEB.

### Lliga EBA
Després de jugar unes temporades en la lliga LEB, el 2009 el club anuncia que el deute acumulat del club no permet la sortida de l'equip a la lliga de plata la temporada següent i l'equip juga a la EBA, la quarta categoria en l'escalafó.

### Retorn a la lliga LEB
El 2010 el club intercanvia les places amb el Club Bàsquet Cornellà i torna a jugar a la lliga LEB. En 2012 no va poder competir a la Lliga LEB per culpa dels deutes acumulats, i diversos empresaris van aportar 180.000 euros per comprar la llicència de la categoria per al nou club Força Lleida Club Esportiu, de nova fundació que recollí l'herència del Lleida Bàsquet competint a la Lliga LEB Or.

## Denominacions per patrocini
- Oli Baró de Maials (1997–1999)
- Caprabo Lleida (1999–2004)
- Plus Pujol Lleida (2004–2009)
- Avantmèdic Lleida (2009–2010)
- Lleida Bàsquet (2010–2011)
- Lleida Basquetbol (2011–)

## Palmarès[11]
- 2 Lligues Catalanes: 2002-03, 2003-04
- 1 Lliga LEB: 2000-01
- 1 Lliga Catalana LEB: 2007

## Trajectòria esportiva[11]
- 1997-1998 Lliga EBA: 2n
- 1998-1999 Lliga EBA: 12è
- 1999-2000 Lliga LEB: 3r
- 2000-2001 Lliga LEB: 1r
- 2001-2002 Lliga ACB: 8è
- 2002-2003 Lliga ACB: 11è, Copa ULEB: Eliminat a quarts de final, Lliga Catalana: Campió
- 2003-2004 Lliga ACB: 16è, Copa ULEB: Eliminat a quarts de final, Lliga Catalana: Campió
- 2004-2005 Lliga ACB: 18è, Lliga Catalana: 2n
- 2005-2006 Lliga LEB: 14è
- 2006-2007 Lliga LEB: 10è
- 2007-2008 Lliga LEB Oro: 6è, Lliga Catalana LEB: Campió
- 2008-2009 Lliga LEB Oro: 10è, Lliga Catalana LEB: Campió
- 2009-2010 Lliga EBA: 8è
- 2010-2011 Liga Adecco Oro: 12è

## Jugadors emblemàtics
- Berni Tamames
- Roger Grimau
- Jaume Comas
- Xavi Ariño
- Manel Bosch
- Roger Esteller
- Berni Álvarez
- Alberto Angulo
- Nacho Rodilla
- Nico Gianella
- Lucas Victoriano
- Derrick Alston
- Johnny Rogers
- A. J. Bramlett
- Michael Ruffin